# 聖奧爾本斯
聖奧爾本斯，英格蘭赫特福德郡一鎮，有64,038人口。維爾河流經此鎮。

## 政治史

### 羅馬時期
聖奧爾本斯史可追溯至鐵器時代，當時稱為「Verlamion」，可能有「沼澤上方之地」之意。公元44年至45年，羅馬帝國人佔領此鎮；50年，建維魯拉米恩（Verulamium）。3世紀時，維魯拉米恩易名為今名「聖奧爾本斯」以紀念羅馬士兵聖奧爾本（St Alban）。當時的羅馬帝國立定多神崇拜與帝國祭祀為國教，一度迫害基督徒，聖奧爾本因庇護基督徒而被斬首，是不列顛首位殉道的基督徒。

### 修道院、座堂
793年，「聖奧爾本斯修道院」（St Albans Abbey，下簡稱「修道院」）建成。1213年，貴族（男爵）和神職人員在聖奧爾本斯修道院撰寫《大憲章》的首份初稿以限制英格蘭國王約翰的權力。1877年，聖奧爾本斯修道院升格為聖奧爾本斯座堂。

### 戰爭
1455年，第一次聖奧爾本斯戰役開戰。蘭開斯特家族先佔領聖奧爾本斯，約克家族潛入城內，擊潰守軍，並生擒英格蘭國王亨利六世。1461年，第二次聖奧爾本斯戰役開戰。蘭開斯特家族欲南下倫敦，約克家族在聖奧爾本斯截擊前者失敗，前者小勝。
英格蘭女王瑪麗一世復辟羅馬公教會，以火刑處死包含英格蘭聖公會坎特伯里大主教托馬斯·克蘭麥在內的300多位新教基督徒。1556年，新教基督徒喬治·坦克菲爾德（George Tankerfield）被押往聖奧爾本斯活活燒死。
英國內戰是議會派與保皇派之爭。議會派令聖奧爾本斯捲入這戰爭。1643年，赫特福德郡郡督托馬斯·科寧斯比（Thomas Coningsby）在聖奧爾本斯代表皇室宣告籌集民兵時，被議會派領袖奧利弗·克倫威爾生擒。1648年11月16日，托馬斯·費爾法克斯與其他官員寫成《大諫》（Great Remonstrance），決定了英格蘭國王查理一世被處死的命運。
|  |  |  |

## 行政
聖奧爾本斯擁有鎮（Town）地位，其上一級行政區聖奧爾本斯市和區（City and District of St Albans，二級行政區）才擁有城市地位，再上一級行政區赫特福德郡為英格蘭最高級地方行政區。聖奧爾本斯沒有鎮議會，由聖奧爾本斯市和區議會（區議會）管理，而後者由赫特福德郡議會（郡議會）管理。
1888年以前，被授予城市地位的先決條件是有座堂座落於該地，所以那些城市又稱為「座堂城市」（Cathedral City，城市地位的特殊稱呼）。聖奧爾本斯修道院在1887年升格為座堂，使聖奧爾本斯升格為座堂城市。但1974年4月1日，聖奧爾本斯、哈彭登（Harpenden）與鄰近地區合併為聖奧爾本斯市和區；同年7月9日頒發的《英皇制誥》確認聖奧爾本斯的城市地位就轉移至後者。

## 交通

### 交通史
聖奧爾本斯距倫敦（大不列顛島的政治、經濟中心）以北僅32公里，又是倫敦往米德蘭茲（Midlands，即英格蘭中部地區）和北部的必經之路，因而繁榮。羅馬帝國統治大不列顛島時（公元43－410年），羅馬帝國人修築的惠特靈大道始於Dubris（今多弗），止於Viroconium（今羅克斯特），途經聖奧爾本斯。另一條古道阿克曼古道（Akeman Street）始於维鲁拉米恩（今圣奥尔本斯），止於Corinium（今賽倫塞斯特）。19世紀初（火車發明以前），每天約有70輛四輪大馬車駛經聖奧爾本斯。

### 鐵路
聖奧爾本斯原有三火車站，現存兩個。
第三個火車站「聖奧爾本斯市火車站」（St Albans City）在1868年10月1日開放，是倫敦和貝德福德的中途站，1868年10月1日開放。在英國首都倫敦聖潘克拉斯車站乘搭由第一首都連接（First Capital Connect）營運的火車，只需20分鐘即可到達聖奧爾本斯市火車站（St Albans City）。聖潘克拉斯車站是歐洲之星終點站，聖奧爾本斯與法國、荷蘭、比利時的鐵路網亦隨之而打通。
首個火車站在1858年5月5日開放，本稱「聖奧爾本斯火車站」（St Albans），1924年6月2日改稱「聖奧爾本斯修道院火車站」（St Albans Abbey）。它和沃特福德路口火車站（Watford Junction）都是修道院線（Abbey Line）的終點站，亦都位於赫特福德郡。
第二個火車站「聖奧爾本斯（倫敦路）火車站」（St Albans (London Road)）在1865年10月16日開放，連接聖奧爾本斯與哈特菲爾德。1951年中止乘客服務，1969年終止貨運和其他服務，1985年重啟為「Alban Way」單車徑。

### 航空
如前文所述，聖奧爾本斯距倫敦僅32公里，因此其鄰近大型機場都主要服務倫敦。聖奧爾本斯有火車通往倫敦-盧頓機場和倫敦格域機場，乘搭Green Line724線可達倫敦希思羅機場。

### 汽車
聖奧爾本斯鄰近M1高速公路、A1(M)高速公路、M25高速公路高速公路（21a和22路口），道路網四通八達。聖奧爾本斯有巴士來往北倫敦、韋林花園城（Welwyn Garden City）、哈特菲爾德、盧頓（Luton）、沃特福德，其中往倫敦海巴尼特（High Barnet）需時45分鐘。
|  |  |

## 地理
政治而言，聖奧爾本斯是英國英格蘭英格蘭東區域赫特福德郡聖奧爾本斯市和區一鎮；自然理地而言，它位於歐洲不列顛群島大不列顛島東南部。座標而言，以度分秒制表示，它位處51°45′18″N 0°20′9.6″W / 51.75500°N 0.336000°W；以十進制表示，即51°45′18″N 0°20′10″W / 51.755°N 0.336°W。聖奧爾本斯海拔91米。位處格林威治標準時間時區。
霍利韋爾山（Holywell Hill，意為「聖井」）是聖奧爾本斯一小山，相傳聖奧爾本在此被殺。弗爾河（River Ver）流經此鎮。

### 鄰近城市
以下列出聖奧爾本斯與英國首都、8座英格蘭核心城市、威爾斯首府（亦是威爾斯最大城市）、蘇格蘭首府和蘇格蘭最大城市的位置。聖奧爾本斯的位置以圖示代表。
| abcdefghiknv 背景是大不列顛島 | \| 圖示 \| 城市 \| 距離（公里）[21][22] \| \| ---- \| -------- \| -------------------- \| \| a \| 倫敦 \| 32 \| \| b \| \| 135 \| \| c \| 格拉斯哥 \| 522 \| \| d \| 利物浦 \| 259 \| \| e \| \| 242 \| \| f \| \| 197 \| \| g \| 愛丁堡 \| 504 \| \| h \| \| 159 \| \| i \| 曼徹斯特 \| 233 \| \| k \| \| 370 \| \| n \| 諾丁漢 \| 147 \| \| v \| \| 200 \| |              |
| 圖示                          | 城市 | 距離（公里） |
| a                             | 倫敦 | 32           |
| b                             | | 135          |
| c                             | 格拉斯哥 | 522          |
| d                             | 利物浦 | 259          |
| e                             | | 242          |
| f                             | | 197          |
| g                             | 愛丁堡 | 504          |
| h                             | | 159          |
| i                             | 曼徹斯特 | 233          |
| k                             | | 370          |
| n                             | 諾丁漢 | 147          |
| v                             | | 200          |

### 氣候
據柯本氣候分類法，聖奧爾本斯受海岸氣候（Cfb）影響，夏暖冬涼，全年雨量充足。聖奧爾本斯的天氣主要受西邊大西洋的墨西哥灣暖流影響。下表顯示哈彭登（Harpenden）在1971－2000年的氣候數據。哈彭登在聖奧爾本斯以北7公里，氣候相近。與英格蘭在1971－2000年的氣候數據比較，兩者一月、七月氣溫相差不足1 °C，但哈彭登的全年降雨量比英格蘭少140毫米（所以全年日照時間比英格蘭多80小時）。
| 哈彭登            | 哈彭登      | 哈彭登      | 哈彭登      | 哈彭登      | 哈彭登      | 哈彭登      | 哈彭登      | 哈彭登      | 哈彭登      | 哈彭登      | 哈彭登      | 哈彭登      | 哈彭登        |
| 月份              | 1月         | 2月         | 3月         | 4月         | 5月         | 6月         | 7月         | 8月         | 9月         | 10月        | 11月        | 12月        | 全年          |
| ----------------- | ----------- | ----------- | ----------- | ----------- | ----------- | ----------- | ----------- | ----------- | ----------- | ----------- | ----------- | ----------- | ------------- |
| 平均高温 °C（°F） | 6.3 (43.3)  | 6.7 (44.1)  | 9.5 (49.1)  | 11.9 (53.4) | 15.7 (60.3) | 18.6 (65.5) | 21.4 (70.5) | 21.4 (70.5) | 18.0 (64.4) | 13.8 (56.8) | 9.4 (48.9)  | 7.2 (45.0)  | 13.4 (56.1)   |
| 平均低温 °C（°F） | 0.9 (33.6)  | 0.7 (33.3)  | 2.3 (36.1)  | 3.6 (38.5)  | 6.3 (43.3)  | 9.2 (48.6)  | 11.4 (52.5) | 11.4 (52.5) | 9.5 (49.1)  | 6.7 (44.1)  | 3.3 (37.9)  | 1.9 (35.4)  | 5.6 (42.1)    |
| 平均降水量 mm（） | 69.5 (2.74) | 47.3 (1.86) | 54.0 (2.13) | 53.1 (2.09) | 49.8 (1.96) | 60.4 (2.38) | 41.2 (1.62) | 53.6 (2.11) | 60.9 (2.40) | 74.4 (2.93) | 66.0 (2.60) | 67.6 (2.66) | 697.8 (27.47) |
| 月均日照時數      | 55.2        | 70.6        | 107.3       | 146.7       | 194.7       | 190.2       | 203.4       | 196.5       | 142.2       | 112.2       | 70.2        | 48.1        | 1,537.2       |
| 来源：英國氣象局  |             |             |             |             |             |             |             |             |             |             |             |             |               |

## 旅遊
聖奧爾本斯主要有三個景點。聖奧爾本斯是羅馬市國佔領不列顛時期重鎮（當時稱「維魯拉米恩」），故設有「維魯拉米恩博物館」（Verulamium Museum）、「聖奧爾本斯博物館」（Museum of St Albans）、維魯拉米恩公園（Verulamium Park）等歷史景點。聖奧爾本斯座堂，建於793年，但現存建築建於1077年，是英國古老教堂之一。1403－1412年興建的鐘樓是英格蘭唯一一座中世紀鐘樓，原裝的鐘鈴「加百利」（Gabriel，指天使加百利）仍保存至今。在塔頂可眺望整個鎮的景色。遊客資訊中心位於市場街（Market Place）的鎮公所內。
|  |  |

## 媒體
《赫特福德郡廣告報》（Herts Advertiser）是以聖奧爾本斯為基地的地區報章。其他地區報章有《聖奧爾本斯和哈彭登觀察家報》（St Albans & Harpenden Observer）和《聖奧爾本斯和哈彭登評論報》（St Albans & Harpenden Review）等，但其基地在聖奧爾本斯鄰近小鎮，而前者在2008年併入後者。
聖奧爾本斯位處英國廣播公司的東部地區（BBC East），地區電視新聞節目稱為《BBC Look East》，於英國廣播公司第一台播映；地區電台稱為《BBC三郡電台》（BBC Three Counties Radio）。

## 流行文化
聖奧爾本斯鄰近英國首都倫敦，幾十部影視作品以聖奧爾本斯為場景。以下介紹部分名作（而聖奧爾本斯的戲份亦重）：
電影
- 《米克·巴塞特：英格蘭經理人》（Mike Bassett: England Manager，2001年）：主角所屬足球隊擊敗另一隊球隊，回到家鄉，居民熱烈歡迎球隊凱旋而歸。這場景在聖奧爾本斯拍攝。[30]
- 《特務戇J》（2003年）：加冕禮的一幕在聖奧爾本斯座堂取景，在戲中當作是倫敦西敏寺。[30]
- 《劍俠風流》（First Knight，1995年）：婚禮一幕在座堂取景[31]
- 《生日女郎》（Birthday Girl，2001年）：男主角在戲中在聖奧爾本斯上班，故在此鎮取景[32]
- 《凸務之王決戰金大支》（2002年）：不詳。[33]
- 《新鐵金剛之明日帝國》（1997年）：在聖奧爾本斯的萬古攝影場（Eon Studios）拍攝。[34]
- 《魔鬼之夜》（Night of the Demon，1957年）：結局時，魔鬼在聖奧爾本斯一段路軌上實體化。[35]
- 《偷拐搶騙》（Snatch，2000年）：在奧克蘭農業書院（Oaklands Agricultural College）取景。[36]

電視劇
- 《生命開始》（Life Begins，2000年代）：聖奧爾本斯是故事基本場景。[30]
- 《摩斯偵探》（Inspector Morse，1980－2000年代）：在羅姆蘭（Romeland）和附近校園取景數集，在劇中當作是牛津大學的書院。[37]
- 《戰地神探》（Foyle's War，2000年代）：在菲舍普爾街取景數集，在劇中當作是英格蘭南岸城市黑斯廷斯（Hastings）。[38]

## 友好城市
- 法國 讷韦尔

## 出處
1. ↑  Table KS01 Usual resident population (numbers) 的存檔，存档日期2009-03-26.，英國國家統計局，2001年人口普查。
2. ↑  Brief History of St Albans 的存檔，存档日期2011-09-11.，聖奧爾本斯市和區議會。
3. ↑  Britannica (2009)，Verulamium （页面存档备份，存于）。
4. 1 2 3  Lonely Planet (2005)，176-177頁。
5. ↑  Bede (731)，第1冊第7章。
6. ↑  許介鱗 (1981)，6頁。
7. ↑  St. Alban 的存檔，存档日期2009-04-30.，《天主教百科全書》。
8. 1 2 3 4 5 6  Tourism and Travel 的存檔，存档日期2009-07-18.，聖奧爾本斯市和區議會。
9. 1 2  Britannica (2009)，St Albans （页面存档备份，存于）。
10. 1 2  History 的存檔，存档日期2009-05-01.，聖奧爾本斯座堂網站。
11. 1 2 3  Britannica (2009)，Battles of Saint Albans （页面存档备份，存于）。
12. ↑  The First Battle of St Albans, 22 May 1455 （页面存档备份，存于）「The Battle」段落，Battlefields Trust London & South East。
13. ↑  Britannica (2009)，Mary I (Queen of England) （页面存档备份，存于），「Mary as queen」段。
14. 1 2 3 4 5 6 7  William Page (1908)，469-477頁。
15. ↑  . London Gazette. 1974年9月24日: 7920.
16. ↑  Blackwell書局 （页面存档备份，存于）的《Akeman Street》（Tim Copeland，2008）書評。
17. ↑  Route History 的存檔，存档日期2009-03-02.，Abbey Line。
18. 1 2  Butt (1995)，202頁。
19. ↑  St. Albans London Road 的存檔，存档日期2010-01-05.，Subterranea Britannica，作者：Nick Catford。
20. ↑  St.Albans (St.Peter's Street) - High Barnet Station，Journey Planer。
21. ↑  Google Earth。
22. ↑  Wolfram Alpha搜尋器。
  - 倫敦，來源：St Albans to London （页面存档备份，存于）。
  - 伯明翰，來源：St Albans to Birmingham （页面存档备份，存于）。
  - 格拉斯哥，來源：St Albans to Glasgow。
  - 利物浦，來源：St Albans to Liverpool （页面存档备份，存于）。
  - 列斯，來源：St Albans to Leeds （页面存档备份，存于）。
  - 設菲爾德，來源：St Albans to Sheffield （页面存档备份，存于）。
  - 愛丁堡，來源：St Albans to Edinburgh （页面存档备份，存于）。
  - 布里斯托，來源：St Albans to Bristol。
  - 曼徹斯特，來源：St Albans to Manchester （页面存档备份，存于）。
  - 紐卡素，來源：St Albans to Newcastle upon Tyne。
  - 諾丁漢，來源：St Albans to Nottingham。
  - 卡迪夫，來源：St Albans to Cardiff （页面存档备份，存于）。
23. ↑  . 英國氣象局（Met Office）. （原始内容存档于2011-06-05）.
24. ↑  . 英國氣象局（Met Office）.   [2009-07-27]. （原始内容存档于2013-01-05）.
25. ↑  聖奧爾本斯兩個博物館 的存檔，存档日期2009-04-08.。
26. ↑  Herts Advertiser （页面存档备份，存于），britishpapers.co.uk。
27. ↑  St Albans & Harpenden Review （页面存档备份，存于），britishpapers.co.uk。
28. ↑  St Albans & Harpenden Observer （页面存档备份，存于），britishpapers.co.uk。
29. ↑  BBC Three Counties on your RDS radio （页面存档备份，存于），BBC。網頁內「I listen to……」段落註明赫特福德郡（Herts）在收聽範圍，而聖奧爾本斯是郡內一鎮。
30. 1 2 3 4  《Lights, Camera, Action - St Albans Shines on Screen 的存檔，存档日期2011-12-12.》，Screen East。
31. ↑  Reeves (2006)，First Knight 的存檔，存档日期2009-08-25.。
32. ↑  Birthday Girl （页面存档备份，存于），Freebase.com。
33. ↑  tt0295178 （页面存档备份，存于），imdb.com。
34. ↑  Steve Truglia Interview （页面存档备份，存于），MI6.co.uk，2004年2月4日。
35. ↑  Reeves (2006)，Night of the Demon 的存檔，存档日期2009-07-31.》。
36. ↑  tt0208092 （页面存档备份，存于），imdb.com。
37. ↑  《Fascinating Facts on Your Favourite Shows[永久]》，《人物報》（The People），2004年10月17日。
38. ↑  Foyle's War - Hastings in WWII 的存檔，存档日期2008-05-09.，作家Victoria Seymour官網。